# Флаг Волынской области

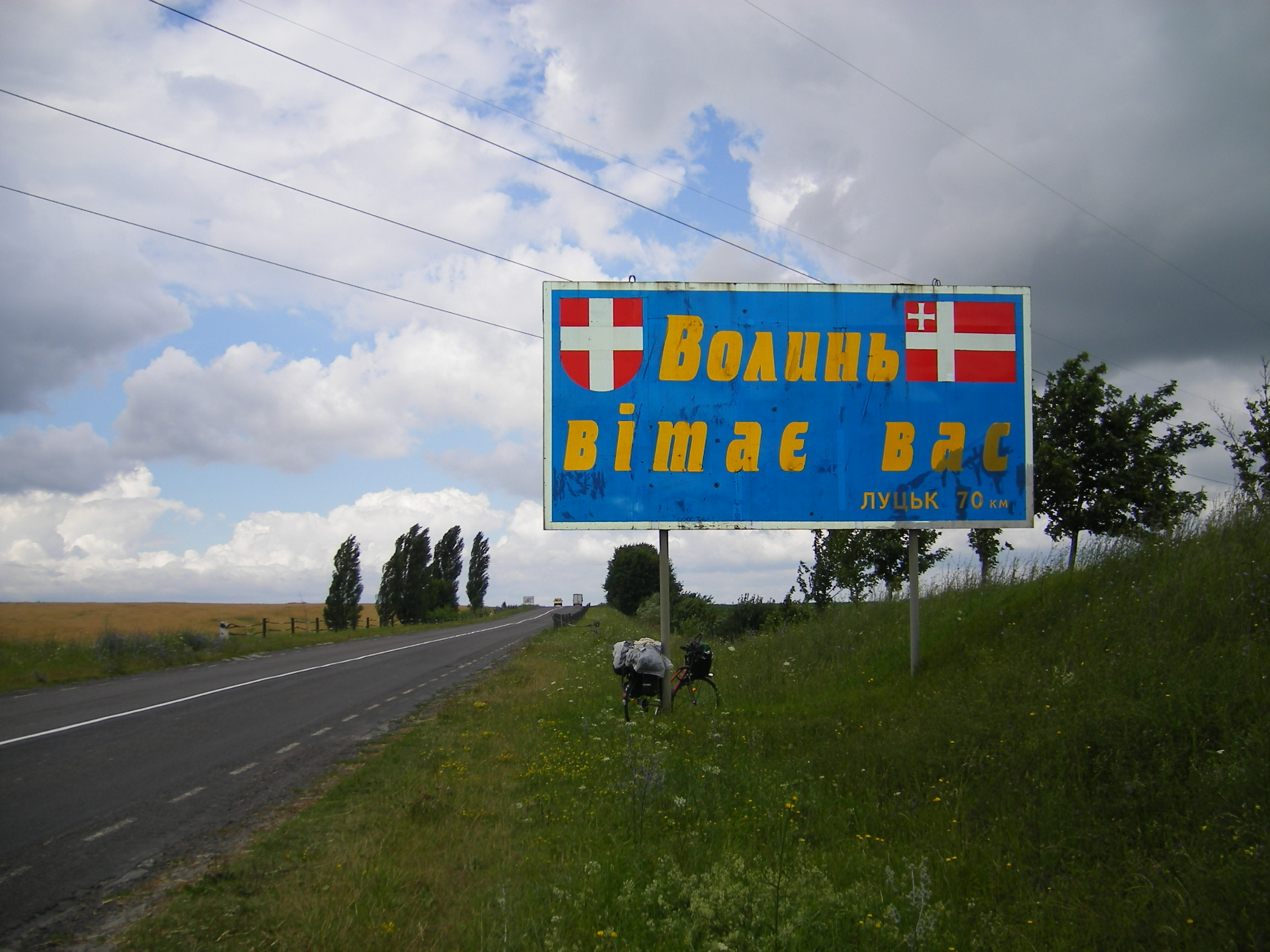
Флаг и герб Волынской области на билборде. Ниже надпись на украинском языке — «Волынь приветствует вас»

Флаг Волы́нской области (укр. Прапор Волинської області) — официальный символ Волынской области Украины, который используется наравне с гербом Волынской области в официальных документах.
Это полотнище красного цвета (если точнее, цвета спелой вишни) с соотношением сторон 2:3. В центре изображён равнораменный крест белого (серебряного цвета), который касается краёв флага. По форме крест похож на скандинавский. В левом верхнем углу изображён один из исторических крестов Волыни времён XV—XVIII веков (т. н. лапчатый крест).
Автором флага является глава Волынского областного общества краеведов Геннадий Бондаренко.